# Abmahnkosten
Abmahnkosten sind die Kosten einer Abmahnung, etwa die Kosten der Beauftragung eines Rechtsanwaltes. Sie sind grundsätzlich von dem zu zahlen, der die Abmahnung betreibt, also beispielsweise den Rechtsanwalt beauftragt.

## Erstattungspflicht in Deutschland
Grundsätzlich sind Abmahnkosten als Schadensersatz unter den Voraussetzungen vertraglicher oder deliktischer Schadensersatznormen zu ersetzen.
Dies wurde jedoch vor allem im praktisch wichtigsten Bereich, dem Wettbewerbsrecht, den praktischen Bedürfnissen nicht gerecht. Daher hat der BGH begonnen, im Falle einer Abmahnung wegen Wettbewerbs- oder Schutzrechtsverstoßes, die dem Schutzrechtsinhaber entstandenen Abmahnkosten als Aufwendungsersatz nach den Regeln der Geschäftsführung ohne Auftrag gemäß § 677, § 683 Satz 1, § 670 BGB zu ersetzen. Begründet wurde dies damit, dass die Abmahnung der Beseitigung der von dem Abgemahnten ausgehenden rechtswidrigen Störung diene, zu der der Störer verpflichtet ist, und dass der Abmahnende, indem er einen ansonsten drohenden kostspieligen Rechtsstreit vermeidet, im objektiven Interesse und dem zumindest mutmaßlichen Willen des Verletzers handelt.

### Gesetzliche Begrenzung
Die Rechtsprechung, wonach eine Geschäftsführung ohne Auftrag (GoA) bei Abmahnungen grundsätzlich anzunehmen sei, ist inzwischen veraltet, da der Bundesgerichtshof in letzter Zeit zurückhaltender bei der Anwendung der GoA ist (siehe etwa Erbensucher-Entscheidung).
Für das Wettbewerbsrecht wiederum wurde die GoA-Annahme durch die Einführung von § 12 UWG und für das Urheberrecht durch § 97a Abs. 1 UrhG ersetzt, welcher den Streitwert des Unterlassungs- und Beseitigungsanspruchs in einfach gelagerten Fällen, die meistens vorliegen, auf 1000 Euro beschränkt.

### Urheberrecht
Für Einzelfälle aus dem Bereich des Urheberrechts sieht § 97a UrhG ebenfalls eine verschuldensunabhängige Ersatzfähigkeit von Abmahnkosten vor, jedoch bei Begrenzung der Höhe.

## Höhe der Abmahnkosten in Deutschland
Die Höhe der Kosten für anwaltliche Abmahntätigkeit bestimmt sich nach dem Rechtsanwaltsvergütungsgesetz (RVG) und setzt sich aus Gebührensatz und Streitwert zusammen. Der Gebührensatz bestimmt sich abgesehen vom gesetzlich vorgegebenen Rahmen nach den Umständen des Einzelfalles, etwa der Schwierigkeit der Bearbeitung. Häufig wird ein Gebührensatz von 1,0 bis 1,8 angesetzt. Der Streitwert bestimmt sich nach der Höhe des durch die Rechtsverletzung drohenden Schadens.